# Jörg Frieß
Jörg Frieß (* 27. Oktober 1968 in Suhl) ist ein ehemaliger deutscher Leichtathlet, der bis 1990 für die DDR antrat und insbesondere im Dreisprung erfolgreich war.

## Sportliche Karriere
Jörg Frieß startete von 1983 bis 1989 für den SC Dynamo Berlin. Nach einem Jahr beim 1. SC Berlin und zwei Jahren beim OSC Berlin trat er ab 1993 für den LAC Halensee Berlin an. Er gewann den Titel im Dreisprung bei den DDR-Meisterschaften 1987 und 1990. In der Halle siegte er ebenfalls 1990.
Frieß trat 1989 und 1990 bei 13 Wettkämpfen im Nationaltrikot der DDR an und 1991 bei vier Wettkämpfen im Nationaltrikot des vereinigten Deutschlands. Bei den Halleneuropameisterschaften 1990 in Glasgow sprang er mit 16,52 Meter auf den fünften Platz. Im Sommer trat die Nationalmannschaft der DDR bei den Europameisterschaften in Split zum letzten Mal bei internationalen Meisterschaften an. Im Dreisprung belegte Frieß mit 17,01 Meter den vierten Platz vor dem zweiten Springer aus der DDR Volker Mai. Anfang 1991 verfehlte Frieß bei den Hallenweltmeisterschaften in Sevilla mit 16,16 den Finaleinzug.

## Bestleistungen
Bestleistungen nach Amrhein:
- Dreisprung: 17,01 Meter am 31. August 1990 in Split
  - Dreisprung (Halle): 17,26 Meter am 21. Februar 1990 in Wien